# KV Mechelen
Yellow Red Koninklijke Voetbalclub Mechelen (phát âm tiếng Hà Lan: [ˌjɛloː ˈrɛt ˌkoːnɪŋkləkə ˌvudbɑlklʏp ˈmɛxələ(n)]), thường được gọi là KV Mechelen (phát âm tiếng Hà Lan: [kaːˌveː ˈmɛxələ(n)]) hay KVM, hoặc theo tên tiếng Pháp cũ của họ FC Malinois, là một câu lạc bộ bóng đá Bỉ đặt trụ sở tại Mechelen, Antwerp.

## Thành tích
- Giải vô địch bóng đá Bỉ:
  - Vô địch (4): 1943, 1946, 1948, 1989
- Giải bóng đá hạng hai Bỉ:
  - Vô địch (5): 1928, 1963, 1983, 1999, 2002
- Giải bóng đá hạng ba Bỉ:
  - Vô địch (1): 2005
- Cúp bóng đá Bỉ:
  - Vô địch (1): 1987
- Cúp C2 châu Âu:
  - Vô địch (1): 1988
- Siêu cúp châu Âu:
  - Vô địch (1): 1988

## Cầu thủ

### Đội hình hiện tại
Tính đến ngày 1/2/2024
Ghi chú: Quốc kỳ chỉ đội tuyển quốc gia được xác định rõ trong điều lệ tư cách FIFA. Các cầu thủ có thể giữ hơn một quốc tịch ngoài FIFA.
| Số | VT | Quốc gia  | Cầu thủ           |
| -- | -- | --------- | ----------------- |
| 1  | TM | Bỉ        | Gaëtan Coucke     |
| 4  | TV | Bỉ        | Toon Raemaekers   |
| 5  | HV | Indonesia | Sandy Walsh       |
| 6  | TV | Bỉ        | Jannes Van Hecke  |
| 7  | TV | Bỉ        | Geoffry Hairemans |
| 8  | TV | Guinée    | Mory Konaté       |
| 11 | TĐ | Bỉ        | Nikola Storm      |
| 13 | TĐ | Algérie   | Islam Slimani     |
| 15 | TM | Bỉ        | Yannick Thoelen   |
| 16 | TV | Bỉ        | Rob Schoofs       |
| 17 | HV | Algérie   | Rafik Belghali    |
| 19 | TĐ | Thụy Điển | Kerim Mrabti      |
| 20 | TĐ | Đức       | Lion Lauberbach   |
| 21 | HV | Bỉ        | Boli Bolingoli    |

| Số | VT | Quốc gia | Cầu thủ                        |
| -- | -- | -------- | ------------------------------ |
| 22 | HV | Bỉ       | Elias Cobbaut (mượn từ Parma)  |
| 23 | TV | Bỉ       | Daam Foulon                    |
| 27 | HV | Scotland | David Bates                    |
| 29 | TV | Bỉ       | Bas Van den Eynden             |
| 31 | TM | Bỉ       | Oskar Annell                   |
| 34 | TV | Bỉ       | Ngal'ayel Mukau                |
| 35 | TV | Bỉ       | Bilal Bafdili                  |
| 36 | TV | Bỉ       | Dirk Asare                     |
| 37 | HV | Bỉ       | Thibau Loeman                  |
| 40 | TM | Bỉ       | Jannes Van Hof                 |
| 42 | TĐ | Zimbabwe | Munashe Garananga              |
| 70 | TĐ | Bỉ       | Norman Bassette (mượn từ Caen) |
| 77 | TĐ | Đức      | Patrick Pflücke                |